# Groupe libertaire Jules Durand

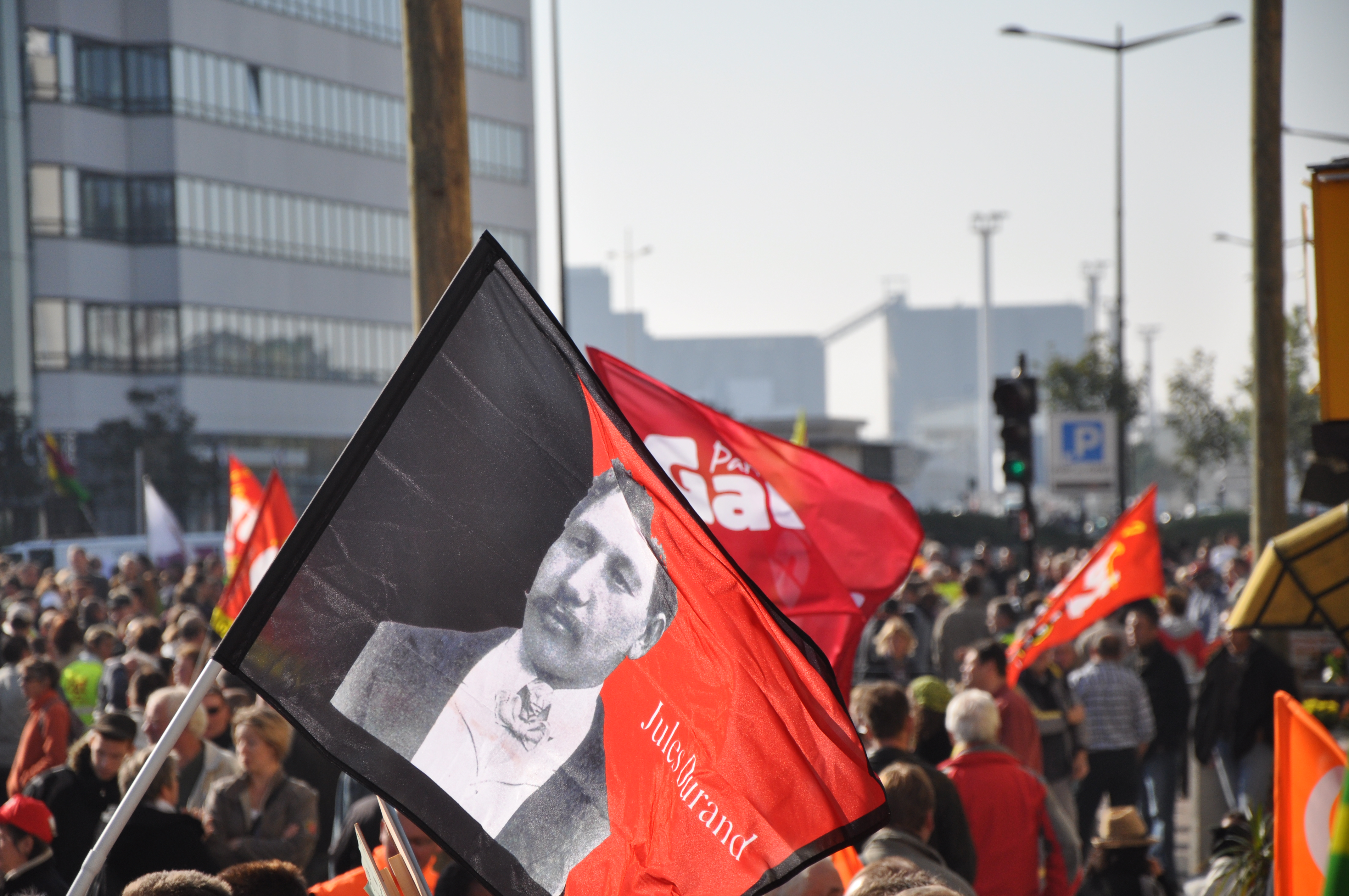
Un drapeau du Groupe libertaire Jules Durand au Havre dans une manifestation en 2010.

Le groupe libertaire Jules Durand est un groupe anarchiste créé au Havre en 1962,.
Il est connu pour son activité d'édition du périodique Le Libertaire et de brochures sur l'histoire du mouvement libertaire et du mouvement ouvrier au Havre.

## Historique
Le groupe Jules Durand a été créé en février 1962, son nom est une référence au militant anarchiste havrais Jules Durand (1880-1926).
Le groupe n'est à l'époque composé que de quelques militants ; membre de la Fédération anarchiste, il est animé par Jean-Pierre Jacquinot. Il participe aux campagnes de Louis Lecoin pour le statut des objecteurs de conscience.
À la fin des années 1970, le groupe est en rupture avec la Fédération anarchiste, en désaccord avec des positions prises par celle-ci.
En mai 1978, la Fédération reprend la publication du plus ancien titre de périodique anarchiste francophone : Le Libertaire, apparu au début du XXe siècle. La « revue de synthèse anarchiste » reparait sous une forme  mensuelle diffusée en kiosque et est coordonné par Jean-Pierre Jacquinot.
En novembre 1979, au congrès de Nevers, le groupe Jules Durand quitte la Fédération anarchiste et fonde avec le groupe parisien Germinal et d'autres groupes comme Ni dieux ni maîtres  l'Union des anarchistes. Le Libertaire sera alors l'organe non officiel de cette organisation. Peu à peu, la part rédactionnelle du Groupe Jules Durand devient prépondérante, comme le traduit l'évolution du sous-titre de la publication : d'abord revue éditée par les groupes Jules Durand, Atelier du Soir, Germinal, puis Jules Durand et Atelier du soir, puis par le groupe Jules Durand et des militants de l'Union des Anarchistes.
À la fin des années 1990, à la suite entre autres de désaccords avec le groupe Germinal de Paris, l'Union des anarchistes connaît une nouvelle scission.
Le groupe Jules Durand fédère alors une Coordination anarchiste, reprenant comme principes de base ceux de l'UA en 1979, et dont il est la principale composante. Il continue à publier Le Libertaire, désormais dans une version électronique, jusqu'à la dissolution du groupe consécutive au décès de Jean-Pierre Jacquinot en 2011. Aujourd'hui, un « espace internet » est animé par le groupe libertaire Jules Durand et le journal Le Libertaire.

## Publications
- Jean-Pierre Jacquinot, Anarchie et non-violence, Éditions du Libertaire, 1987.

- Collectif, Histoire méconnue et oubliée du syndicalisme havrais 1907-1939, Éditions du Libertaire, 1997.

- Collectif, 120 ans d’Anarchisme au Havre, de la pierre humide à Internet, Éditions du Libertaire, 2000.

- Collectif, Histoire méconnue et oubliée du syndicalisme havrais, 110 ans d’anarchie au Havre, 2 tomes, Éditions du Libertaire, 1996[7],[8]

- Collectif, L’anarchisme organisé – 135 ans de présence anarchiste au Havre, octobre 2013, [lire en ligne].

- Collectif, Jules Durand était-il anarchiste ?, Le Libertaire, hors série, juillet 2017[9].

## Sources et références
- Hugues Lenoir, Rolf Dupuy, Guillaume Davranche, Jean-Pierre Jacquinot, Dictionnaire des anarchistes, « Le Maitron », 2014, [lire en ligne].

1. 1 2  Michel Ragon, Dictionnaire de l'anarchie, Albin Michel, 2009, page 243.
2. ↑  Hugues Lenoir, Rolf Dupuy, Guillaume Davranche, Jean-Pierre Jacquinot, Dictionnaire des anarchistes, « Le Maitron », 2014, [lire en ligne].
3. 1 2  Historique du groupe sur le site Le Libertaire
4. ↑  Jean-Pierre Jacquinot - Dictionnaire international des militants anarchistes
5. ↑  Bibliothèque nationale de France, Le Libertaire (Paris. 1978), [lire en ligne].
6. ↑  Le Libertaire, espace internet du groupe libertaire Jules Durand et du journal Le Libertaire, site web.
7. ↑  Guillaume, Au temps de l'autonomie ouvrière..., Le Monde libertaire, n°1081, 24-30 avril 1997, [lire en ligne], [lire en ligne].
8. ↑  Centre International de Recherches sur l'Anarchisme (Lausanne) : notice.
9. ↑  Christophe Preteux, « Un hors-série sur l’appartenance de Jules Durand à l’anarchisme », Paris Normandie,‎ 9 août 2017 (lire en ligne).